# Tatort: Tod auf dem Rastplatz
Tod auf dem Rastplatz ist ein Fernsehfilm aus der Krimireihe Tatort. Der vom Bayerischen Rundfunk produzierte Beitrag wurde am 12. April 1982 im Ersten Programm der ARD erstgesendet. Es ist der zweite Einsatz von Kommissar Lenz, gespielt von Helmut Fischer.

## Handlung
Der Student Bruno Harkort übernimmt gelegentlich LKW-Fahrten für die Spedition „Oberkirchner“. Eines Tages soll er kurzfristig für den ausgefallenen Fahrer Werner Latsche einspringen und macht sich wie gewohnt auf den Weg. Abends stoppt er an einer Autobahnraststätte. Nach einer Pause steigt er wieder in die Fahrerkabine und wird ohne Vorwarnung von hinten erschossen.
Kommissar Lenz wird gerufen und erscheint mit Faltermayer und Brettschneider. Zunächst versucht Lenz Harkorts WG zu befragen, trifft dort aber  niemanden an. Die Vermieterin gibt an, zwei Tage zuvor habe es in der WG einen Streit gegeben. Brettschneider befragt Josef Oberkirchner, der nicht sagen kann, ob Harkort Feinde hatte. Die Obduktion ergibt, dass der Tote sich vor zwei Tagen eine Rippe gebrochen hatte, was auf einen Streit deutet. Lenz verdächtigt daher einen der Mitbewohner, doch scheinen die jungen Leute ehrlich überrascht und auch schockiert zu sein vom plötzlichen Tod Harkorts. Nina Friedrich war mit dem Opfer enger befreundet und berichtet dem Kommissar, dass Rolf Wiederberg in letzter Zeit immer häufiger Streit mit Harkort gehabt hatte. Sie waren beide in einer politischen Weltverbesserer-Gruppe, aus der Harkort aussteigen wollte, weil ihm die Aktionen zu heftig wurden. Lenz befragt Wiederberg, doch dieser bestreitet, seinen Freund umgebracht zu haben.
Der Fahrer Werner Latsche wird vorgeladen und kann sich nicht vorstellen, wer seinen Kollegen hätte umbringen sollen. Er hatte ihn selbst angerufen und gebeten, für ihn einzuspringen, da er die letzten sieben Tage ununterbrochen unterwegs war und sich übermüdet fühlte. Er hatte kurz zuvor einen schweren Verkehrsunfall mit drei Toten miterleben müssen. Obwohl er das Unglück nicht verschuldet hat, so hätte er es vielleicht verhindern können, wenn er nicht übermüdet gewesen wäre. Aus diesem Erlebnis heraus sei er vorsichtiger geworden. Dennoch hatte er Schuldgefühle und daher in den letzten Wochen den bei dem Unfall verletzten Familienvater Bernd Hellweg im Krankenhaus besucht, dessen Frau und zwei Kinder ums Leben gekommen sind. Hellweg ist seltsamerweise vor sechs Tagen aus dem Krankenhaus verschwunden. Lenz geht dieser Spur nach und erfährt, dass Hellweg ein schwieriger Patient war. Der Kommissar lässt nach ihm fahnden. Er versucht, Latsche zu erreichen, da der Mordanschlag offensichtlich ihm galt und er sich somit in großer Gefahr befindet. Latsche befindet sich gerade auf der Autobahn München-Salzburg und macht an genau der Raststätte Halt, an der Harkort erschossen wurde. Die Polizei versucht Latsche über den Verkehrsfunk zu erreichen. Dies hören auch seine Fahrerkollegen mit. Sie kommen Latsche zu Hilfe, als Hellweg Latsche erschießen will. Lenz und Brettschneider treffen ein und nehmen Hellweg fest.

## Hintergrund
Der Film gehört mit nur 62 Minuten Laufzeit zu den kürzeren der Krimireihe und wurde vom November bis Dezember 1981 in München und Umgebung gedreht.
Kommissar Ludwig Lenz übernahm die Kommissarstelle von Hauptkommissar Veigl (Gustl Bayrhammer), der sich im April 1981 mit dem München-Tatort Tatort: Usambaraveilchen  in den Ruhestand verabschiedet hatte. Bis dahin war er der Assistent, der dem Kriminalrat Schubert beweisen möchte, dass er der neuen Aufgabe gewachsen ist. Lenz ermittelte in den Jahren 1981 bis 1987 in insgesamt sieben Fällen.

## Rezeption

### Einschaltquoten
Die Erstausstrahlung von Tod auf dem Rastplatz am 12. April 1982 wurde in Deutschland von 18,56 Millionen Zuschauern gesehen und erreichte einen Marktanteil von 46,0 Prozent für die ARD.

### Kritik
Die Kritiker der Fernsehzeitschrift TV Spielfilm urteilten über diesen Film 2015 im Rückblick, dass er „erst Kritik an den Arbeitsbedingungen der Transportfahrer, dann ziemlich krude Terroristenmär“ liefert. Fazit: „Obskurer Krimi um böse Sympathisanten“